# Jakub Woźniak
Jakub Kamil Woźniak, född 10 augusti 2003, är en polsk roddare.

## Karriär
Vid U23-EM 2022 i Heindonk tog Woźniak brons i scullerfyra tillsammans med Krzysztof Kasparek, Bartosz Bartkowski och Cezary Litka. Vid U23-VM 2023 i Plovdiv tog han silver i dubbelsculler tillsammans med Konrad Domański. Vid sommaruniversiaden 2021 i Chengdu, som arrangerades 2023, tog Woźniak guld i mixed scullerfyra tillsammans med Katarzyna Duda, Barbara Streng och Kajetan Szewczyk. Vid U23-EM 2023 i Krefeld tog han guld i scullerfyra tillsammans med Igor Czekanowicz, Michał Rańda och Bartosz Bartkowski.
Vid U23-VM 2024 i St. Catharines tog Woźniak guld i dubbelsculler tillsammans med Konrad Domański. Vid U23-EM 2024 i Edirne tog de återigen guld tillsammans i dubbelsculler.
Vid EM 2025 i Plovdiv tog Woźniak brons i scullerfyra tillsammans med Dominik Czaja, Piotr Płomiński och Konrad Domański.